# Rathaus (Auros)

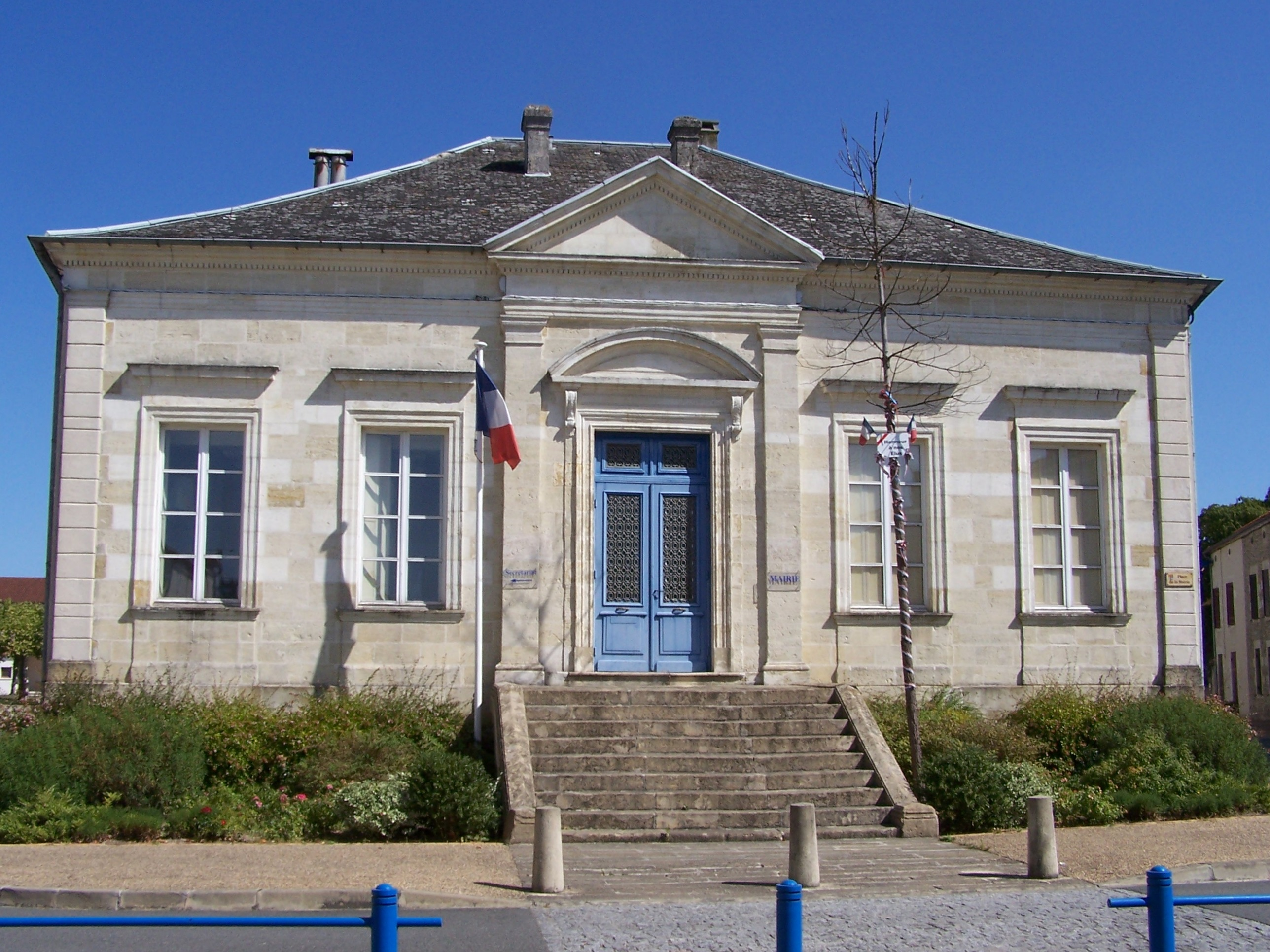
Rathaus in Auros

Das Rathaus (französisch Mairie) in Auros, einer französischen Gemeinde im Département Gironde in der Region Nouvelle-Aquitaine, wurde 1860 an der Rue de Tauzia errichtet. 
Das eingeschossige Rathaus aus Kalksteinmauerwerk mit Eckquaderung wurde ursprünglich als Wohnhaus erbaut, aber schon vor dem Erstbezug von der Gemeinde gekauft und danach für die Verwaltung genutzt.
Das von Pilastern gerahmte Portal erreicht man über eine achtstufige Distanztreppe, Über dem Eingang ist ein Rund- und ein Dreiecksgiebel als Schmuck angebracht.